# (69401) 1995 QV3
(69401) 1995 QV3 là một tiểu hành tinh vành đai chính. Nó được phát hiện bởi Robert H. McNaught ở Đài thiên văn Siding Spring ở Coonabarabran, New South Wales, Australia, ngày 26 tháng 8 năm 1995.